# Acharnai
Acharnaí (Oudgrieks: Ἀχαρναί, Akharnaí; huidige Αχαρνές, Acharnes) was een dorp in Attica en het meest uitgestrekte van alle Attische demen.

## Ligging
Het was gelegen aan de Attische Cephissus, op circa 12 kilometer ten noorden van Athene. De oppervlakte van de deme besloeg 6 km². Ten noorden van Acharnai ligt de 1412 m hoge Parnitha (Parnes). Het dorp lag waar nu de stad Acharnés ligt.

## Geschiedenis
In de oudheid was Acharnai het centrum van de gelijknamige grootste Attische deme. Het was de enige deme van de trittys Mesogeia van de phyle Oineis en stelde 22 bouletes aan. Volgens Thucydides bevond Acharnai zich 60 stadia – bij of zuidwestelijk van Menidi – van Athene verwijderd. De precieze grenzen zijn vandaag de dag omstreden. Ook het door Thucydides overgeleverde getal van 3000 hoplieten, wat overeenkomt met een tiende van het burgerleger, moet als onwaar beschouwd worden.
Bij Lykopetra, ten zuiden van Menidi, bevindt zich een Myceens koepelgraf, en in Nemesis een nederzetting uit de Bronstijd. De voor een deme van deze grootte te verwachten huizen uit de klassieke periode kunnen tot nog toe niet gevonden worden, behalve het centrum van de deme op de Gerovuno. Naast landbouw – granen, wijn en olijfolie – waren er nog koolbranderijen in de wouden van de Parnes. De deme was door bewateringswerken omgeven.
Het gebied was meermaals slachtoffer van gewelddadige conflicten die er werden uitgevochten. Zo werd de deme in 431 v.Chr. geplunderd tijdens de invasie van Attica door de Spartaanse troepen onder leiding van koning Archidamus II. In 404 v.Chr. vond hier de strijd van Thrasyboulos tegen de "Dertig Tirannen" plaats.
Volgens Pausanias herbergde Acharnai vele culten, waaronder de cultus voor Ares en Athena Areia. Aan het eind van de 1e eeuw v.Chr. werd de Arestempel op de agora naar Athene verlegd. Verder werd er een cultus voor Athena Hippias onderhouden.
Een "Theater van Acharnai" was er niet, de foutieve aanname in het onderzoek baseerde zich op een fout bij een arbitraire interpretatie van een opschrift (IG II² 1206). De Ephebeneed van Lycurgus en de eed van de Atheners voor de slag bij Plataeae bevonden zich in het heiligdom van Ares en Athena Areia.
Acharnae wordt door Pindarus vermeld in zijn Tweede Nemeïsche Ode (V 16–17.), gewijd aan Timodemes, afkomstig uit deze deme en overwinnaar in het pankration: "Acharnae van weleer / wordt nobel genoemd."
De deme werd beroemd door de komedie Acharniërs (425 v.Chr., eerste prijs in de Lenaia) van Aristophanes, die een burger opvoerd bezeten door vrede, genaamd Dikeopolis, in tegenstelling tot de oorlogszuchtige Acharniërs, met wie de draak gestoken, die leefden van het branden van houtskool als brandstof voor de stad Athene.

## Voetnoten
1. ↑  Thucydides, II 19.2.
2. ↑  Thucydides, II 21.2.
3. ↑  Thucydides, II 20.
4. ↑  Zie Thucydides, II 10–23 en Plutarchus, Periklès 23.
5. ↑  Pausanias, I 8.4.
6. ↑  Naar de Franse vertaling door J.-P. Savignac (1990).